# Адамово (гміна Нове Място)
Адамово (пол. Adamowo) — село в Польщі, у гміні Нове Място Плонського повіту Мазовецького воєводства.
Населення — 84 особи (2011).
У 1975-1998 роках село належало до Цехановського воєводства.

## Демографія
Демографічна структура станом на 31 березня 2011 року:
|          | Загалом | Допрацездатний вік | Працездатний вік | Постпрацездатний вік |
| -------- | ------- | ------------------ | ---------------- | -------------------- |
| Чоловіки | 41      | 12                 | 24               | 5                    |
| Жінки    | 43      | 8                  | 26               | 9                    |
| Разом    | 84      | 20                 | 50               | 14                   |